# Зиганшин, Фанис Радифович
Фанис Радифович Зиганшин (тат. Фәнис Рәдиф улы Җиһаншин; род. 1 июля 1972, Кубян, Атнинский район, Татарская АССР, РСФСР, СССР) — российский и татарский актёр. Заслуженный (2012) и народный (2023) артист Республики Татарстан. Лауреат Республиканской премии в области театрального искусства имени Марселя Салимжанова (2019). Член Союза кинематографистов РФ.

## Биография
Родился 1 июля 1972 года в деревне Кубян, Атнинского района РТ. После окончания школы учился в Арском педагогическом колледже с 1986 по 1990. В 1990—1995 был студентом Казанского института искусств и культуры. Сразу после окончания института был принят в труппу Татарского академического театра имени Г. Камала

## Награды

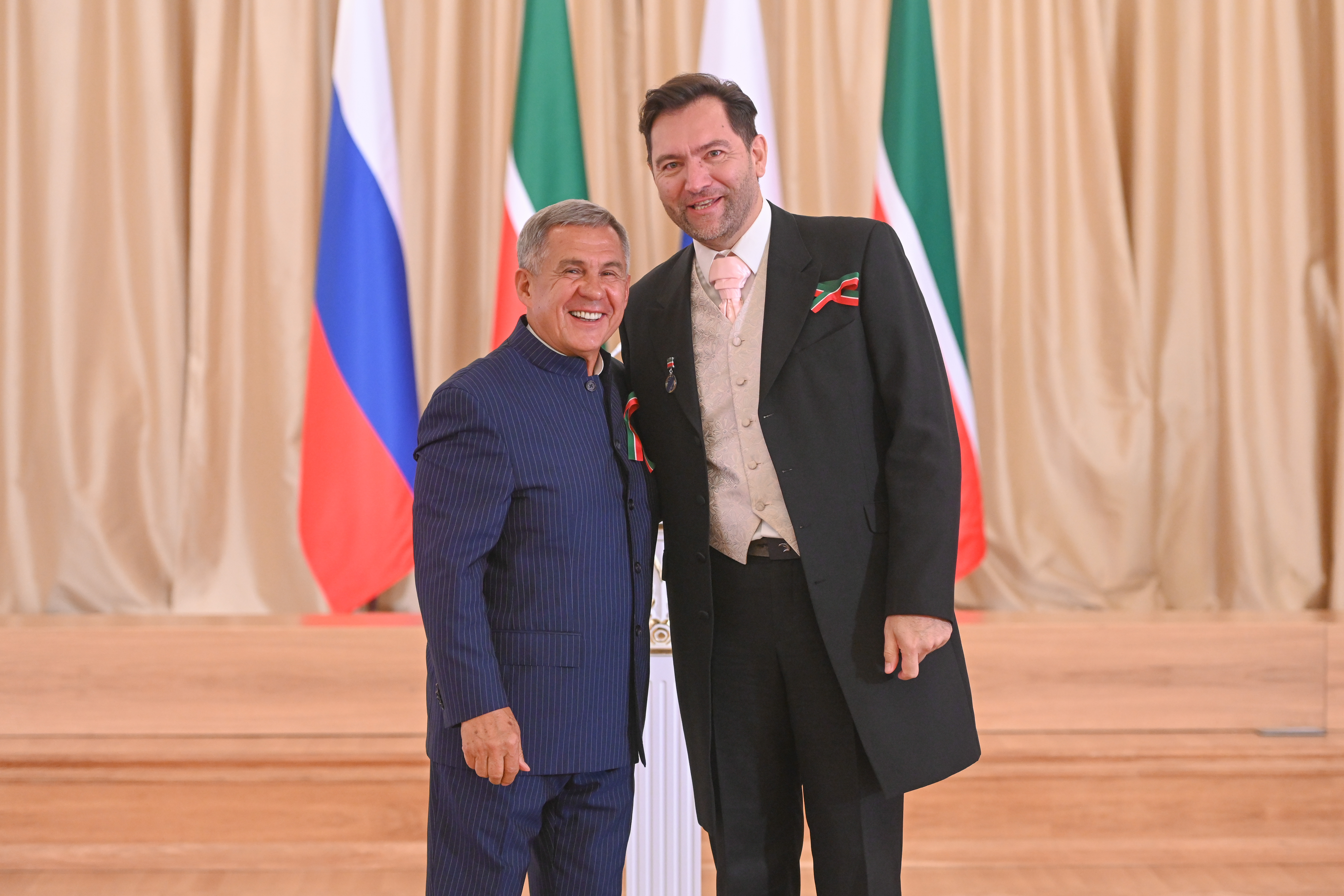
На вручении почётного звания «Народный артист Республики Татарстан» с Раисом РТ Р. Н. Миннихановым в Казанском кремле, 2023 год

- Почётное звание «Заслуженный артист Республики Татарстан» (2012 год) — За большой вклад в развитие театрального искусства[2].
- Почётное звание «Народный артист Республики Татарстан» (2023 год) — За большой вклад в развитие театрального искусства и плодотворную творческую деятельность[3].
- Республиканская премия в области театрального искусства имени Марселя Салимжанова[тат.] (2019 год) — за большой вклад в развитие профессионального театрального искусства Республики Татарстан[4].

## Роли

### Татарский театр имени Галиасгара Камала
- Рим — «Душечка» Т.Миннуллина
- Артур — «Родословная» Т.Миннуллина
- Слепой падишах — «Слепой падишах» Н.Хикмета
- Тригорин — «Чайка» А.Чехова
- Освальд — «Привидения» Г.Ибсена
- Гурман — «Украденное счастье» И.Франко
- Янгура — «Рыжий насмешник…» Н.Исанбета
- Сакмарский — «Артист-шоу» — Г.Кариева З.Хакима
- Альфред — «Приехала мама» Ш.Хусаинова
- Ишан — «Голубая шаль» К.Тинчурина
- Алмаз — «Казанские парни» М.Гилязова
- Талгат — «Баскетболист» М.Гилязова
- Кирам — «Прости меня, мама!» Р.Батуллы
- Габдулла — «Рана» А. и М.Гилязовы
- Шайхезаман — «Смелые девушки» Т.Гиззата
- Тартюф — «Тартюф», Жан Батист Мольер
- Галим — «Диляфруз — Remake» Т.Миннуллина
- Фарит — «Зубайда» Ш.Хусаинова
- Богатые парни — «Молодые сердца» Ф.Бурнаша
- Вали — «Ружье» З.Хакима
- Рамазанов Камиль Саматович, художник — «Горький цвет» И.Зайниева
- Хафиз Кирамов — «Гульджамал» Н.Исанбета

и др.

### Фильмография
- «Любовь моя» сериал 2005, комедия
- «Гастарбайтер» 2014, короткометражка
- «Татарометражки» 2017, мелодрама, семейный
- «Неотосланные письма» 2017, драма
- «Водяная» 2019, фэнтези
- «Кире» 2019, комедия
- «Кахексия» 2022, драма, триллер